# Greatest Hits 1987-1997
 Greatest Hits 1987-1997  (također poznat kao i Greatest Hits 87-97) kompilacijski je album australske pjevačice Kylie Minogue iz 2003. godine. Objavljen u izdanju diskografske kuće BMG, album skuplja sva Minogueina izdanja objavljena pod diskografskim kućama PWL i Deconstruction Records, uključujući albume Kylie iz 1988. godine, Enjoy Yourself iz 1989. godine, Rhythm of Love iz 1990. godine, Let's Get To It iz 1991. godine, Greatest Hits iz 1992. godine, Kylie Minogue iz 1994. godine i Impossible Princess iz 1997. godine. 
Ovaj album je obrađena inačica albuma Greatest Hits 87-92, objavljenog 2002. godine.

## Popis pjesama

### Disk jedan
(K – s albuma Kylie; EY – s albuma Enjoy Yourself; RL – s albuma Rhythm of Love; LG – s albuma Let's Get To It; GH - s albuma Greatest Hits)

1. "I Should Be So Lucky" - K
2. "The Loco-Motion" (7" Mix) - K
3. "Hand on Your Heart" - EY
4. "Got to Be Certain" - K
5. "Better the Devil You Know" - RL
6. "Wouldn't Change a Thing" - EY
7. "Celebration" - GH
8. "Never Too Late" - EY
9. "What Do I Have to Do?" (7" Remix) - RL
10. "Je Ne Sais Pas Pourquoi" - K
11. "Where In The World?"- GH
12. "Step Back in Time" - RL
13. "Especially for You" (Duet with Jason Donovan) - EY
14. "Say The Word- I'll Be There"
15. "Shocked" (DNA Mix) - RL
16. "Word Is Out" - LG
17. "Made In Heaven"
18. "What Kind Of Fool (Heard All That Before)" - GH
19. "Give Me Just a Little More Time" - LG
20. "Finer Feelings" - LG
21. "If You Were with Me Now" (Duet with Keith Washington) - LG
22. "Tears on My Pillow" - EY

### Disk dva
(KM -s albuma Kylie Minogue; IM – s albuma Impossible Princess)
1. "Confide in Me" - KM
2. "Put Yourself In My Place" - KM
3. "Did It Again" - IM
4. "Breathe" - IM
 
 Bonus pjesme
5. "Hand on Your Heart" (W.I.P. 2002 Mix)
6. "I Should Be So Lucky" (Extended Mix)
7. "The Loco-Motion" (OZ Tour Mix)
8. "Wouldn't Change a Thing" (The Espagna Mix)
9. "Step Back in Time" (Harding/Curnow Remix)
10. "Shocked" (Harding/Curnow Mix)
11. "Better the Devil You Know" (Movers & Shakers Alternative 12" Mix)
12. "What Do I Have to Do?" (Movers & Shakers 12" Mix)